# Massalongia griseolobulata
Massalongia griseolobulata är en lavart som beskrevs av Øvstedal. Massalongia griseolobulata ingår i släktet Massalongia och familjen Massalongiaceae.   Inga underarter finns listade i Catalogue of Life.